# Списак народних хероја: Л и Љ
Списак народних хероја чија презимена почињу на слова Л и Љ, за остале народне хероје погледајте Списак народних хероја:

### Л
1. Милорад Лабудовић (1911–1943) за народног хероја проглашен 26. новембар 1955. године.[1][2]
2. Иван Лавчевић-Лучић (1905–1942) за народног хероја проглашен 5. децембра 1944. године.[а][4][5]
3. Божо Лазаревић (1909–2007) Орденом народног хероја одликован 27. новембра 1953. године.[6][7]
4. Димитрије Лазаров Раша (1926–1948) Орденом народног хероја одликован 29. јула 1945. године.[8][9][10]
5. Обрад Лазовић (1924–1989) Орденом народног хероја одликован 6. јула 1953. године.[11][10]
6. Радојка Лакић (1917–1941) за народног хероја проглашена 8. јуна 1945. године.[12][13][14]
7. Милутин Лакићевић (1912–1942) за народног хероја проглашен 10. јула 1952. године.[1][14]
8. Војислав Лакчевић (1913–1943) за народног хероја проглашен 27. новембра 1953. године.[15][16]
9. Драго Ланг (1921–1942) за народног хероја проглашен 27. новембра 1953. године.[6][17]
10. Миле Латиновић (1919–1942) за народног хероја проглашен 24. јула 1953. године.[18][5]
11. Триво Латиновић (1914–1943) за народног хероја проглашен 24. јула 1953. године.[б][20]
12. Мустафа Латифић (1915–1942) за народног хероја проглашен 5. јула 1951. године.[в][21][18]
13. Јоже Лацко (1894–1942) за народног хероја проглашен 20. децембра 1951. године.[22][15][2]
14. Рампо Левков (1909–1942) за народног хероја проглашен 5. јула 1951. године.[г][21][24]
15. Данило Лекић Шпанац (1913–1986) Орденом народног хероја одликован 20. децембра 1951. године.[25][10]
16. Ристо Лекић (1909–1943) за народног хероја проглашен 10. јула 1953. године.[9][26]
17. Воја Лековић (1912–1997) Орденом народног хероја одликован 27. новембра 1953. године.[27][28]
18. Петар Лековић (1893–1942) за првог народног хероја проглашен марта 1942. године.[д][30][31][32][28]
19. Иван Ленац (1906–1945) за народног хероја проглашен 20. децембра 1951. године.[22][33][34]
20. Франц Лескошек Лука (1897–1983) Орденом народног хероја одликован 15. јула 1952. године.[35][34]
21. Иван Ликар (1921–1991) Орденом народног хероја одликован 27. новембра 1953. године.[36][37]
22. Каба Лимани (1924–1945) за народног хероја проглашен 9. октобра 1953. године.[24][38]
23. Јанко Лисјак (1914–1943) за народног хероја проглашен 5. јула 1952. године.[39][38]
24. Милан Личина (1917–1942) за народног хероја проглашен 24. јула 1953. године.[33][40]
25. Раде Личина (1913–1942) за народног хероја проглашен 20. децембра 1951. године.[22][41][40]
26. Ивица Ловинчић (1911–1942) за народног хероја проглашен 14. децембра 1949. године.[42][43][44]
27. Јездимир Ловић (1919–1943) за народног хероја проглашен 14. децембра 1949. године.[42][45][46]
28. Јосип Лозовина (1919–1946) за народног хероја проглашен 20. децембра 1951. године.[45][47]
29. Шериф Лојо (1920–1943) за народног хероја проглашен 20. децембра 1951. године.[22][41][48]
30. Ђуро Лончаревић (1920–1987) Орденом народног хероја одликован 27. новембра 1953. године.[49][48]
31. Лазар Лопичић (1922–1978) Орденом народног хероја одликован 13. марта 1945. године.[50][36][46]
32. Вељко Лукић Курјак (1917–1944) за народног хероја проглашен 12. јануара 1945. године.[51][52][53][54]
33. Дојчин Лукић (1912–1953) за народног хероја проглашен 24. јула 1953. године.[55][56]
34. Симо Лукић (1916–1942) за народног хероја проглашен 20. децембра 1951. године.[22][57][56]
35. Милутин Луковић (1919–1975) Орденом народног хероја одликован 20. децембра 1951. године.[58][59]
36. Мирко Лучић (1917–1943) за народног хероја проглашен 10. јула 1952. године.[53][47]

### Љ
1. Никола Љешковић (1916–1943) за народног хероја проглашен 20. децембра 1951. године.[22][60][61]
2. Никола Љубибратић (1912–1976) Орденом народног хероја одликован 27. новембра 1953. године.[62][61]
3. Стојан Љубић (1919–1943) за народног хероја проглашен 9. маја 1945. године.[63][62][64]
4. Никола Љубичић (1916–2005) Орденом народног хероја одликован 27. новембра 1953. године.[65][66]
5. Радоје Љубичић (1920–1972) Орденом народног хероја одликован 5. јула 1952. године.[65][67]
6. Живко Љујић (1923–1942) за народног хероја проглашен 20. децембра 1951. године.[22][68][64]